# Elizabeth Bear
Sarah Bear Elizabeth Wishnevsky mais conhecida por assinar apenas como Elizabeth Bear (Hartford, 22 de setembro de 1971) é uma autora americana que trabalha principalmente nos gêneros de ficção especulativa e ficção científica. Não possui livros publicado em português.

## Vida e carreira
Bear é de ascendência ucraniana e sueca; alguns de seus antepassados  afirmam descender dos viquingues.
Uma nativa de Hartford, Connecticut, ela tem sido uma profissional da indústria de mídia. Trabalhou em estábulos, repórter, uma cuidadora de manuais de procedimentos de microbiologia para um hospital do centro da cidade, editora de tipografia e layout, gerente de tráfego para negócios de importação e exportação, e a menina que fez donuts no The Whole Donut, às três da manhã.
Ela vivia em Las Vegas, Nevada por um tempo (o cenário para os contos "One-Eyed Jack and the Suicide King", "Follow Me Light", e "This Tragic Glass"), mas ela voltou para Connecticut em janeiro de 2006 .
Em 2008, ela doou seu arquivo para o departamento de Livros Raros e Coleções Especiais para Universidade de Northern Illinois.

## Literatura
Seu primeiro romance, Hammered, foi publicado em janeiro de 2005 e foi seguido por Scardown em julho e Worldwired em novembro do mesmo ano. A trilogia apresenta a canadense Jenny Casey, subtenente, que também é a personagem principal do conto "Gone to Flowers". Hammered ganhou o Prêmio Locus de melhor primeiro romance em 2006.
The Chains That You Refuse, uma coleção de contos de ficção, foi publicado em maio de 2006 por Night Shade Books. Blood and Iron, o primeiro livro da série de fantasia intitulada "The Promethean Age", foi lançado em 27 de junho de 2006. Ela também é coautora da web série em curso Shadow Unit.
Ela é instrutora no workshop de escrita: Viable Paradise e tem ensinado no: Clarion West Writers Workshop.
A citação de abertura no episódio de Criminal Minds "Lauren" (6.18) foi uma citação direta das segunda e terceira linhas do livro de Elizabeth, Seven for a Secret: "O segredo para a mentira é acreditar com todo seu coração, isto vale para mentir pra si mesmo, ainda mais do que mentir para o outro."

## Prêmios
Ela ganhou o prêmio John W. Campbell para Melhor Novo Escritor em 2005, o Prêmio Hugo de Melhor Conto por "Tideline" em 2008, e o Hugo 2009 de Melhor Noveleta para "Shoggoths em Bloom." Ela faz parte de um grupo de cinco escritores que passaram a ganhar vários Hugo depois de ganhar o John W. Campbell de Melhor Novo Escritor, sendo os outros CJ Cherryh, Orson Scott Card, Spider Robinson, e Ted Chiang.
Ela participa regularmente do podcast: SF Squeecast, que ganhou em 2012 e 2013 o Prêmio Hugo para "Melhor Fancast."

## Obras (Parcial)

### The Jenny Casey trilogy
1. Hammered (2005)
2. Scardown (2005)
3. Worldwired (2005)

### The Iskryne series(comSarah Monette)
1. A Companion to Wolves (2007)
2. The Tempering of Men (2011)
3. An Apprentice to Elves (2015)

### Eternal Sky Trilogy
1. Range of Ghosts (2012)
2. Shattered Pillars (2013)
3. Steles of the Sky (2014)